# Regularna velika loža Srbije, Beograd
Udruga Regularna velika loža Srbije je kontroverzna slobodnozidarska velika loža u Srbiji osnovana 2007. godine. Zbog sličnosti svog naziva s jedinom regularnom velikom ložom u Srbiji, Regularnom velikom ložom Srbije koja je osnovana 1993. godine, kao i nekoliko sudskih postupaka oko samog naziva, ova organizacija je često mijenjala službene nazive a isto tako osnovane su i tri udruge. Najpoznatiji naziv pod kojim se ova organizacija navodi je Regularna velika ložu Srbije, Beograd (RVLS Beograd).
Usko je povezana s radom Velikog orijenta Srbije.

## Povijest
Dio članova Velike ujedinjene lože Srbije i oko 15 članova Regularne velike lože Srbije, predvođenih Čedomirom Vukićem koji je bio izbačen iz potonje, osniva u studenom 2007. godine svoju Regularnu veliku ložu Srbije i postaje njen veliki majstor. Tako Vukićeva velika loža ulazi u sudski postupak zbog naziva s Regularnom velikom ložom Srbije što u konačnici dovodi to toga da Vukić mijenja naziv svoje velike lože u Udruženje "Regularna Velika Loža Srbije, Beograd" (srp. Удружење "Регуларна велика ложа Србије, Београд"). Zbog ovakvih postupaka Vukić je dobio i nadimak Čeda Zarez.
Zbog sudskih i poreskih postupaka vezanih za prvu udrugu, Vukić 20. veljače 2010. godine osniva novu udrugu pod nazivom Udruženje "Velika regularna loža Srbije u orijentu Beograd" (Удружење "Велика регуларна ложа Србије у оријенту Београд"). I protiv ove udruge ubrzo se pokreće sudski postupak zbog sličnog naziva s Regularnom velikom ložom Srbije.
Dio članova napušta ovu organizaciju i u listopadu 2011. godine osniva Veliku zemaljsku ložu Srbije (VZLS). Nakon toga, dio članstva isto napušta Vukićevu organizacijau i osnivaju Veliku duhovnu ložu slobodnih zidara Srbije "Sub Rosa" (VDL Sub Rosa) u lipnju 2015. godine. Njihovim stopama slije i oni koju u prosincu 2015. sudjeluju u osnivanju Saveza ujedinjenih velikih loža Srbije (SUVLS).
Vukić u ožujku 2015. godine u Beogradu osniva Veliki orijent Srbije kojeg od 2017. godine preuzima njegov sin Dušan Vukić. Opet zbog sudskih postupaka Čedomir Vukić 14. prosinca 2015. godine osniva se i treću udruga pod nazivom Regularna velika loža Srbije u zenitu Beograd Republika Srbija (Регуларна велика ложа Србије у зениту Београд Република Србија).
U siječnju 2016. godine se navodi sa je ova velika loža osnovala jednu masonsku ložu u Novom Sadu. U jesen 2019. godine ova organizacija je optužena za prevare.
Početkom 2020. godine Čedomir Vukić dolazi u središte pozornosti šire javnosti u Hrvatskoj poslije sukopa unutar Velikog orijenta Hrvatske što je kasnije dovelo do ostavke glavnog državnog odvjetnika.

## Ustroj
Sjedište ove velike lože je u Beogradu. Sve tri udruge vezane za ovu veliku ložu imaju isto sjediše u Bulevaru Zorana Đinđića, Novi Beograd.
Zastupanje Udruženja "Regularna Velika Loža Srbije, Beograd" u listopadu 2021. godine od Čedomira Vukića preuzeo je 
Predrag Koviljac. Zastupanje Udruženja  "Velika regularna loža Srbije u orijentu Beograd" u lipnju 2017. godine od Dušava Vukića preuzima Dejan Jevtić dok Predrag Koviljac preuzima istu u rujnu 2019. godine. Zastupanje "Regularne velike lože Srbije u zenitu Beograd Republika Srbija" u srpnju 2017. godine od Čedomira Vukića preuzeo Mirko Đurović dok Predrag Koviljac preuzima istu u siječnju 2020. godine.

### Lože
- Loža "Viteški kralj Aleksandar ujedinitelj", Novi Sad[10]
- Loža "Kabinet", Novi Sad[20]
- Loža "Nikola Tesla"
- Loža "Đorđe Weifert"
- Loža "Stella Orientalis"

### Međunarodna suradnja
Ova velika loža je članica Svjetske tradicionalne masonske unije (tali. Union Mondiale Maçonnique Traditionnelle, UMMT).

### Obred
Primarni obred ove velike lože je Drevni i prihvaćeni škotski obred. Velika loža upravlja simboličkim stupnjevima plave lože (učenik, pomoćnik i majstor) i delegira upravljanje visokim stupnjevima na vrhovno vijeće.

## Škotski red
Vrhovni savjet 33. posljednjeg stupnja Drevnog i priznatog škotskog reda slobodnih zidara Srbije (srp. Врховни савет 33. последњег степена Древног и признатог шкотског реда слободних зидара Србије) je dodatni red nadležan za visoke stupnjeve Škotskog obreda. Uspostavljen je 2012. godine sa sjedištem u Beogradu.
Dosadašnji veliki zapovjednici Vrhovnog savjeta su Čedomir Vukić (2012. – 2021.) i Dušan Vukić (od 2021.)

## Vanjske poveznice
- Službena stranica
- Facebook stranica